# Paksat 1R
PAKSAT 1R ist ein Kommunikationssatellit der pakistanischen Luft- und Raumfahrtforschungsorganisation SUPARCO (Space and Upper Atmosphere Research Commission).
Er wurde am 11. August 2011 um 16:15:00 UTC mit einer Langer Marsch 3B von der Rampe LA-2 des Xichang Satellite Launch Center in der südwestchinesischen Provinz Sichuan in eine geostationäre Umlaufbahn gebracht. Am 11. September 2011 erreichte Paksat 1R seine erste Position bei 37,8° Ost. Anschließend wurde der Satellit Tests unterzogen und auf die von der Internationalen Fernmeldeunion für Pakistan reservierte Position bei 38° östlicher Länge manövriert,
bevor er am 30. November 2011 an SUPARCO übergeben wurde.

## Vorgeschichte
Das Paksat-Projekt geht zurück auf das Jahr 1981, als die SUPARCO von General Mohammed Zia-ul-Haq reformiert wurde und auf Vorschlag ihres damaligen Direktors Salim Mehmud mit der Entwicklung von Satelliten begann. Zunächst wurden SUPARCO-Ingenieure an die University of Surrey in England geschickt, um an der Entwicklung des Amateurfunksatelliten UoSAT 2 teilzunehmen, was dann in den am 16. Juli 1990 vom Kosmodrom Xichang aus gestarteten Experimentalsatelliten Badr 1 mündete. Gleichzeitig wurde 1983 in Rawat bei Rawalpindi eine Bodenstation mit einer 10-m-Parabolantenne gebaut.
Der Gedanke war damals, Indien mit Fernsehsendungen zu bestrahlen, um der dortigen Bevölkerung einen unabhängigen Einblick in die pakistanische Kultur zu ermöglichen. Bei einer Inspektion des Hauptquartiers der SUPARCO in Karatschi im Jahr 1984 erklärte Zia-ul-Haq jedoch plötzlich, dass das Paksat-Projekt wegen eines Mangels an finanziellen Mitteln gestrichen werden müsse.
1993, unter Premierministerin Benazir Bhutto, wurde das Paksat-Programm erneut aufgenommen. Pakistan beantragte hierfür bei der Internationalen Fernmeldeunion Frequenzen und geostationäre Positionen bei 38° und 41° östlicher Länge. Die ITU gab dem Antrag statt und reservierte Pakistan die Positionen für ein Jahr. Die SUPARCO konnte in dieser Zeit keinen eigenen Satelliten entwickeln – selbst in Industrieländern dauert dies im Regelfall fünf Jahre – und so verfielen die Positionen 1994.
2002 beantragte die SUPARCO erneut geostationäre Orbits, diesmal bei 38°, 41°, 30°, 88° und 101° östlicher Länge.
Wieder war es völlig aussichtslos, bis zu der gesetzten Frist am 19. April 2003 einen eigenen Satelliten zu entwickeln. Daher trat die SUPARCO in Verhandlungen mit der Hughes Space and Communications Group ein, die seit 2000 zu Boeing gehörte. Diese Firma hatte am 31. Januar 1996 für Indonesien den Kommunikationssatelliten Palapa C1 im Orbit platziert. Der Satellit funktionierte ursprünglich einwandfrei, entwickelte dann aber Probleme mit dem Steuergerät seines Akkumulators, sodass er während der sich zweimal pro Jahr ereignenden Satelliteneklipsen an insgesamt 88 Tagen pro Jahr nur zeitweise genutzt werden konnte.
Am 3. Juli 2002 billigte das pakistanische Kabinett die Mietung des ursprünglich auf 113° östlicher Länge positionierten Satelliten für 4,5 Millionen Dollar pro Jahr.
Am 6. August 2002 wurde der Vertrag mit Hughes unterzeichnet und der Satellit in Paksat 1 umbenannt.
Nach einer Reihe von Orbitalmanövern erreichte der Satellit am 20. Dezember 2002 die für Pakistan reservierte Position bei 38° östlicher Länge und nahm am 1. Februar 2003 den Regelbetrieb auf.

## Planung und Entwicklung
Als Paksat 1 Anfang 2003 begann, 49 Fernsehkanäle, Internet und Telefon in mehr als 75 Länder zu übertragen, von Europa bis nach Bangladesh, hatte er schon fast die Hälfte seiner Lebenszeit erreicht. Daher startete die SUPARCO 2004 ein ambitioniertes Projekt, einen eigenen Ersatzsatelliten zu entwickeln, den sogenannten „Paksat-1Replacement“. Während eines Staatsbesuchs in Peking im April 2007 gelang es Premierminister Shaukat Aziz, seinen chinesischen Amtskollegen Wen Jiabao davon zu überzeugen, sich an dem Projekt zu beteiligen. Daraufhin unterzeichneten am 17. April 2007 die China National Space Administration und die SUPARCO ein Rahmenabkommen, in dem festgelegt war, dass beide Behörden gemeinsam zunächst den Kommunikationssatelliten Paksat 1R starten würden, später einen Erdbeobachtungssatelliten.
Als der pakistanische Präsident Asif Ali Zardari im Oktober 2008, nur einen Monat nach seinem Amtsantritt, zu einem Staatsbesuch in Peking weilte, unterzeichneten am 15. Oktober 2008 unter seiner und Präsident Hu Jintaos Aufsicht der pakistanische Außenminister Shah Mehmood Qureshi und Wang Haibo (王海波, * 1969), seit 2004 Generaldirektor der China Great Wall Industry Corporation,
den finalen Vertrag zum Bau von Paksat 1R. Die CGWIC ist eine Frontorganisation der China Aerospace Science and Technology Corporation für deren Interaktionen mit ausländischen Geschäftspartnern. Wie in solchen Fällen üblich, trat sie der SUPARCO gegenüber als Generalunternehmer auf, der ein Gesamtpaket anbot, von Entwicklung und Bau des Satelliten über Trägerrakete und Start bis zu Bahnverfolgung, Telemetrie und Steuerung. Wenn Paksat 1R seinen korrekten Orbit erreicht hatte, sollte er der SUPARCO übergeben werden, die dann den Betrieb des Satelliten mit eigenen Bodenstationen übernehmen würde. In jenem Vertrag war bereits festgelegt, dass der Satellit auf dem DFH-4-Bus der Chinesischen Akademie für Weltraumtechnologie basieren würde, mit 18 Ku-Band- und 12 C-Band-Transpondern ausgerüstet sein und von der Position 38° Ost aus Süd- und Zentralasien, Ostafrika, Osteuropa und den fernen Osten mit einer Vielzahl unterschiedlicher Kommunikationsdienste versorgen sollte.
Am 16. März 2009 begann die Akademie für Weltraumtechnologie in der Shenzhou-Akademie, wo sie seit 2005 ihre Lehraktivitäten gebündelt hat, die pakistanischen Techniker für das Projekt auszubilden.
Parallel dazu wurde von der SUPARCO in ihrem Satellite Research and Development Centre in Lahore ein Prototyp des Satelliten konstruiert, mit im normalen Handel gekauften Teilen, um die Entwicklungskosten niedrig zu halten. Es handelte sich hierbei nur um ein Labormodell mit drei C-Band-Transpondern, an dem die jungen Ingenieure sich mit der Technologie vertraut machen konnten.
Der tatsächliche Satellit wurde von der Akademie für Weltraumtechnologie gebaut. Die Kosten wurden mit einem von der chinesischen Regierung am 18. September 2009 gewährten Darlehen von 200 Millionen Dollar – der Standardpreis für einen DFH-4-Satelliten – vorfinanziert.
Nur einige Komponenten kamen aus Pakistan,
sodass die Akademie für Weltraumtechnologie für zukünftige Kooperationsprojekte wie den Pakistan Remote Sensing Satellite die Fähigkeit der SUPARCO zur Entwicklung eines modernen Satelliten verifizieren konnte.

## Bodensegment
Als Premierminister Yousaf Raza Gilani Mitte Oktober 2009 für ein Treffen der Shanghaier Organisation für Zusammenarbeit in Peking weilte, wurde am 15. Oktober 2009 nicht nur der finale Darlehensvertrag zwischen dem pakistanischen Wirtschaftsministerium und der China Exim-Bank über die 200 Millionen Dollar für den Satelliten unterzeichnet, sondern auch eine Vereinbarung zwischen der SUPARCO und der China Great Wall Industry Corporation über den Bau des Bodensegments für Paksat 1R geschlossen,
bestehend aus Bodenstationen in Karatschi und Lahore. Im Juni 2010 wurde dann ein weiterer Kredit über 86,5 Millionen Yuan (damals 12,8 Millionen Dollar) für das Bodensegment vereinbart. Am 29. Oktober 2010 unterzeichnete Masood Khan (* 1951), der pakistanische Botschafter in Peking, im Auftrag des Wirtschaftsministeriums den entsprechenden Vertrag  mit der Exim-Bank. Gut ein Jahr später, am 30. November 2011, wurden die beiden Bodenstationen schlüsselfertig an Pakistan übergeben. 
Zu diesem Zeitpunkt hatte Paksat 1R seine finale Position bei 38° östlicher Länge erreicht – der alte Paksat 1 wurde auf 38,2° Ost manövriert – sowie alle Tests bestanden, 
und GWIC gab die Verantwortung für den Satelliten an Pakistan ab. In Karatschi und Lahore befinden sich letztendlich nur die Antennen. Gesteuert wird der Satellit, der eine erwartete Lebensdauer von 15 Jahren besitzt, von der mit chinesischer Hilfe ausgebauten Bodenstation in Rawat.